# 폴란드 국내군
국내군(폴란드어: Armia Krajowa; AK 아르먀 크라요바[ˈarmja kraˈjɔva][*])은 제2차 세계 대전 당시 독일에 점령된 폴란드 국내에서 이루어진 저항운동 조직이다. 1942년 2월 무장투쟁연맹(ZWZ)의 후신으로서 발족하였다. 이후 2년에 걸쳐 대부분의 폴란드 지하 저항조직들을 흡수 통일하였으며, 폴란드 망명 정부와 공조하였다. 1944년 당시 국내군의 병력은 200,000 ~ 600,000 명이며, 가장 널리 인정받는 설은 400,000여명으로 유럽에서 가장 큰 저항조직 중 하나였다.
국내군은 폴란드 망명정부와 공조하는 조직이었기에 소련은 폴란드의 공산화에 장애물이 되는 존재로 판단했고, 폴란드의 독일군이 구축되고 그 자리를 소련군이 대신 점령한 1945년 1월 19일 국내군은 해산당한다.

## 같이 보기
- 제2차 세계 대전 당시 폴란드의 저항운동
- 서구의 배신